# خليج سان بيدرو (الفلبين)
خليج سان بيدرو هو خليج في الفلبين، يقع في الطرف الشمالي الغربي لخليج ليتي، على بعد حوالي 15 كم شرق غرب و 20 كم شمال-جنوب. ويحاط الخليج بجزيرتين. سامار في الشمال الشرقي وليتي من جهة الشرق. وهو متصل بمضيق سان خوانيكو إلى خليج كاريجارا من بحر سامار. وتعد تاكلوبان عاصمة مقاطعة ليتي، أكبر مدينة على الخليج.